# Bent's Fort

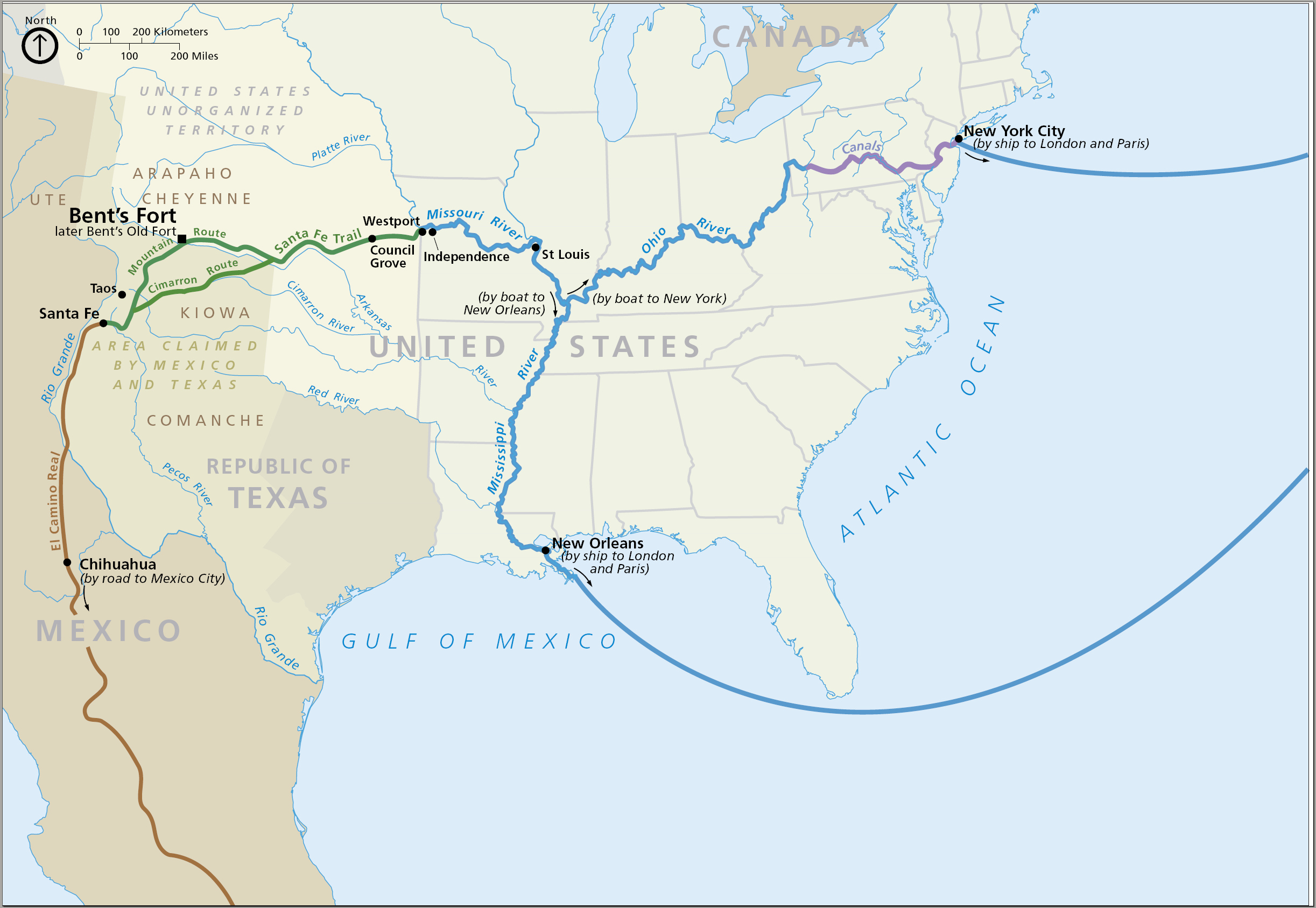
Karta som visar det strategiska läget för Bent's Fort precis utanför gränsen för det område som Texas och Mexiko tvistade om och vid den viktigaste handelsleden till Mexiko.

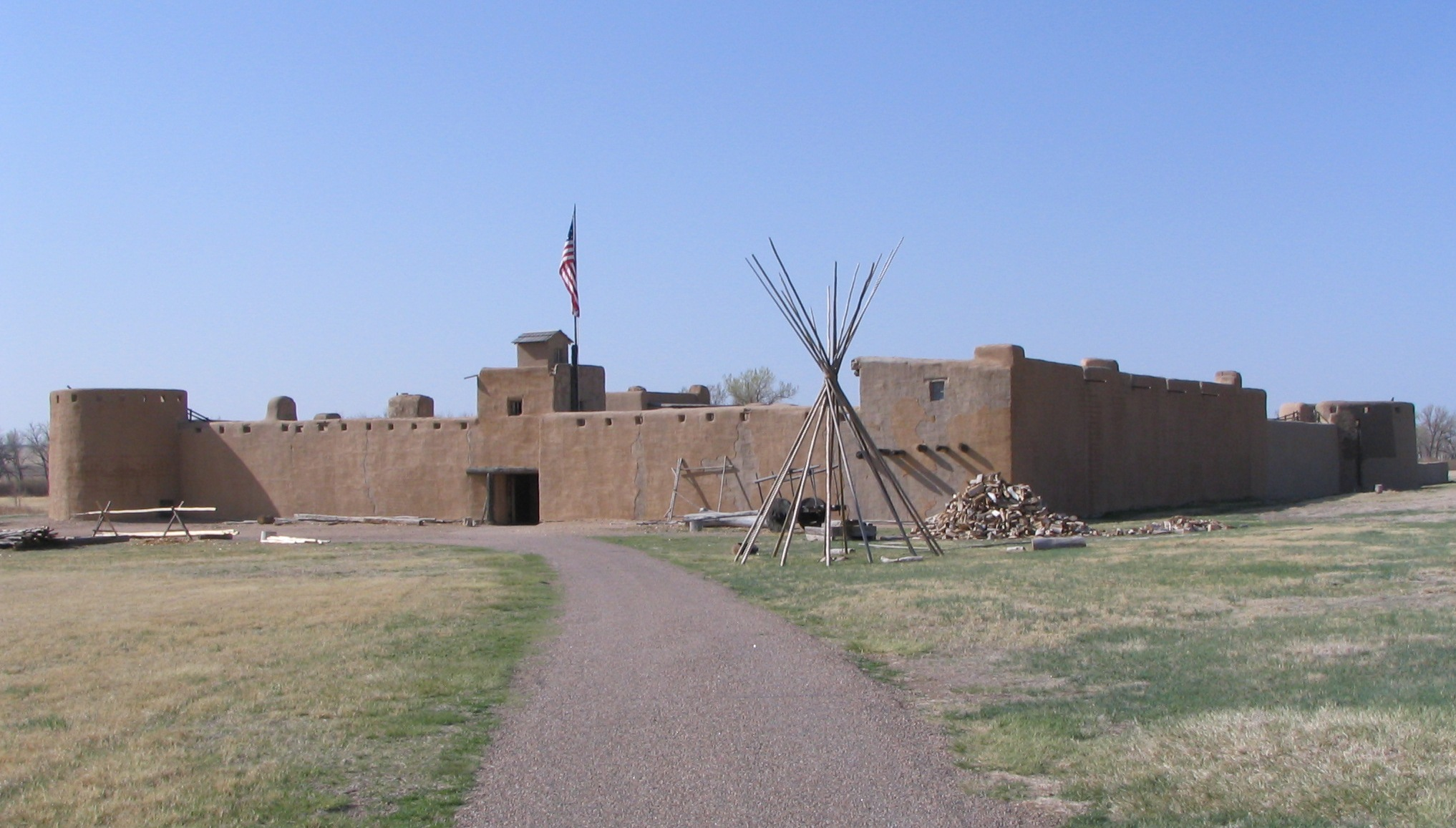
Bent's Fort (rekonstruktion)

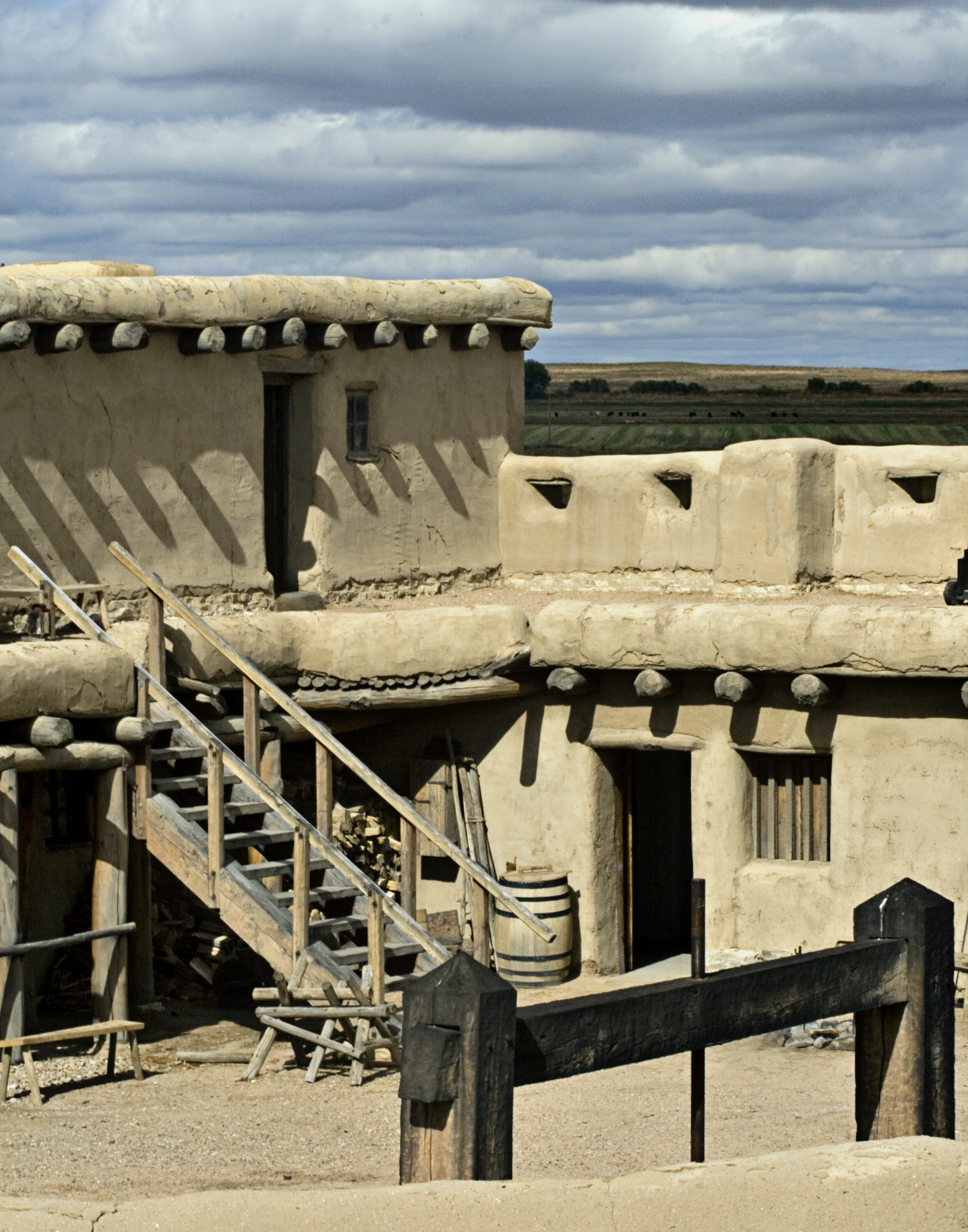
Det inre av Bent's Fort (rekonstruktion)

Bent's Fort var ett handelsfaktori som grundades 1833 av bröderna Charles och William Bent tillsammans med Ceran St. Vrain i nuvarande Otero County i Colorado. Syftet var att bedriva handel med cheyenner och arapahoer.

## Handelsstation
Fortet som låg vid Santa Fe Trail och Arkansas River användes 1833-49. Sedan flyttades handelsstationen till en annan plats längre österut. William Bent förstörde fortet efter att först förgäves försökt sälja det till USA:s armé. Under de år fortet var i bruk som handelsstation var det den enda fasta anglo-amerikanska bosättningen av någon betydelse mellan Missouri och de mexikanska bosättningarna i New Mexico.

## Fredsmäkling
Vid fortet slöts under William Bents medling 1840 en permanent fred som avslutade en tioårig period av intensiv krigföring mellan cheyenner och arapahoer å ena sidan, comancher och kiowaer å den andra.

## Historiskt minnesmärke
Området förklarades som ett nationellt historiskt minnesmärke 1960 och underställdes National Park Service. Fortet rekonstruerades 1976 utifrån originalritningar och arkeologiska fynd.